# Corrado Francia
Corrado Francia (Terni, 7 febbraio 1948 – Terni, 8 febbraio 2021) è stato un cantante italiano.

## Biografia
Iniziò la carriera giovanissimo, partecipando a feste e a concorsi canori nella sua regione, l'Umbria; in una di queste occasioni venne notato dal manager Mario Minasi, che riuscì a procurargli un contratto discografico presso la Fonit.
Nel 1967 partecipò al IV Festival della Canzone Mediterranea di Barcellona; sempre nello stesso anno fu uno dei partecipanti a Settevoci, il programma musicale condotto da Pippo Baudo nel quale tornerà l'anno seguente.
Nel 1968 incise, insieme ad altri cantanti della sua etichetta come Carmen Villani, Marisa Sannia e Claudio Villa, un album con alcune rivisitazioni di canzoni partecipanti al Festival di Sanremo 1968: Francia interpretò, tra le altre, La farfalla impazzita, scritta da Mogol e Lucio Battisti e presentata al festival da Johnny Dorelli e Paul Anka.
Nello stesso anno partecipò a Un disco per l'estate 1968 con La bocca, gli occhi (scritta da Alberto Testa per il testo e da Eros Sciorilli per la musica); nel 1967 per la Fonit incise Potessi credere (Alberto Testa - Gorni Kramer).
Dopo altre incisioni, continuò l'attività a livello locale; nel 2008 si classificò al secondo posto della manifestazione Cantamaggio ternano con il brano dialettale Nun basta armette Maggiu testo e musica di Italo Conti arrangiamento di Roberto Russo.
È deceduto l'8 febbraio 2021, il giorno dopo aver compiuto 73 anni.

## Discografia parziale

### Album
- 1968: San Remo '68 (Cetra, LPS 13)

### Singoli
- 1967: Potessi credere/Non è una cosa facile (Fonit, SPF 31203)
- 1968: (What Good Am I) Un giorno d'amore/Gli uomini (Fonit, SPF 31211)
- 1968: La bocca e gli occhi/Noi due sulla sabbia (Fonit, SPF 31226)